# Sågträsk (sjö i Esbo, Nyland)
Sågträsk eller Sahajärvi är en sjö i kommunen Esbo i landskapet Nyland i Finland. Sjön ligger 42,8 meter över havet. Den är 6,46 meter djup. Arean är 55 hektar och strandlinjen är 5,19 kilometer lång. Sjön  ingår i Finska vikens kustområde.   Den ligger omkring 24 km nordväst om Helsingfors. 